# Salón del Automóvil de Buenos Aires 2015
El Salón del Automóvil de Buenos Aires 2015 tuvo lugar del 19 de junio al 28 de junio. Esta es la 7° edición del Salón del Automóvil que se realiza en Argentina. Está dividido en 5 pabellones y se precentaron 19 marcas de vehículos nuevos. En esta edición se presentaron autos nuevos y clásicos, entre los nuevos, autos como la Ferrari F430 en su versión deportiva, la 430 Scuderia, el Chevrolet Camaro tanto cupé como cabrio, igual con el Ford Mustang y entre los clásicos autos como la Torino, Lamborghini Countach, Káiser Carabela entre otros.

## Exhibidores
- Audi
- Chery
- Chevrolet
- Ducati
- Ferrari
- Fiat
- Ford
- Honda
- Jeep
- Lifan
- Maserati
- Mercedes-Benz
- Nissan
- Peugeot
- Ram
- Renault
- Scania
- Smart
- Toyota
- Volkswagen

## Modelos por marca

### Audi
- Audi A1
- Audi A4
- Audi Q3
- Audi Q7
- Audi Rs7
- Audi S3 Sedan
- Audi TT Rodaster

### Chery
- Chery Arrizo 7
- Chery Fulwin
- Chery QQ
- Chery Tiggo

### Chevrolet
- Chevrolet Camaro
- Chevrolet Captiva
- Chevrolet Cruze
- Chevrolet Onix
- Chevrolet S10
- Chevrolet Silverado
- Chevrolet Sonic
- Chevrolet Spark
- Chevrolet Spin
- Chevrolet Tracker
- Chevrolet TrailBlazer

### Ducati
- Monster 1200 S
- Scrambler

### Ferrari
- 430 Scuderia
- Sf15-t

### Fiat
- 500
- FCC4
- Grand Siena
- Línea
- Palio
- Punto

### Ford
- Ford EcoSport
- Ford F-150
- Ford Fiesta
- Ford Focus
- Ford Ka
- Ford Kuga
- Ford Mondeo
- Ford Mustang
- Ford Ranger
- Ford S-Max

### Honda
- Honda 450 Rally
- Honda Civic
- Honda Cr-v
- Honda Fit
- Honda Hr-v
- Honda Mp4-30
- Honda Rcv213v

### Jeep
- Jeep Grand Cherokee
- Jeep Renegade
- Jeep Wrangler

### Lifan
- Lifan Foison
- Lifan X50
- Lifan X60

### Maserati
- Maserati Quattroporte

### Mercedes-Benz
- Mercedes-Benz Actros
- Mercedes-Benz AMG GT S
- Mercedes-Benz Clase A
- Mercedes-Benz Clase C
- Mercedes-Benz GLA
- Mercedes-Benz Sprinter
- Mercedes-Benz Vito

### Nissan
- Nissan Kicks
- Nissan NP300
- Nissan X-Trail

### Peugeot
- Peugeot 208
- Peugeot 308
- Peugeot 408
- Peugeot 508
- Peugeot 2008
- Peugeot 3008
- Peugeot 5008

### Ram
- Ram 1500
- Ram 2500

### Renault
- Renault Duster
- Renault Fluence
- Renault Megane
- Renault Duster Oroch
- Renault R.S. 01
- Renault Sandero

### Scania
- Scania R410
- Scania R580

### Smart
- Smart Forfour
- Smart Fortwo

### Toyota
- Toyota Camry
- Toyota Corolla
- Toyota Etios
- Toyota Hilux
- Toyota Land Cruiser 200
- Toyota Land Cruiser Prado
- Toyota Mirai
- Toyota RAV4
- Toyota Fortuner
- Toyota TS040
- Toyota Yaris

### Volkswagen
- Volkswagen Amarok
- Volkswagen CrossFox
- Volkswagen Fox
- Volkswagen Golf
- Volkswagen Passat
- Volkswagen Polo
- Volkswagen Saveiro
- Volkswagen Suran
- Volkswagen The Beetle
- Volkswagen Up!
- Volkswagen Vento
- Volkswagen Voyage

- Datos: Q21003577